# Royal Ordnance
Royal Ordnance (dosłownie Królewska artyleria) to brytyjskie przedsiębiorstwo zbrojeniowe. Wywodzi się z założonej w 1560 fabryki prochu  Royal Gunpowder Factory usytuowanej w pobliżu Londynu. W latach 30. i 40., powstało ponad 40 fabryk należących do Royal Ordnance, tzw. ROF (Royal Ordnance Factories). Przedsiębiorstwo zostało sprywatyzowane w 1984 i sprzedane British Aerospace w 1987. Obecnie funkcjonuje 14 zakładów R. O..